# Церковь Покрова Пресвятой Богородицы (Белгород)
Церковь Покрова Пресвятой Богородицы — действующая старообрядческая церковь Поморской общины Древлеправославной Поморской Церкви (ДПЦ) в Белгороде. Храм открыт 2 декабря 2006.
До постройки храма белгородские староверы молились на дому. Местные староверы — это, в основном, выходцы из староверческих деревень области. Особенно много среди них уроженцев села Кошлаково.

## История
В 2001 году для постройки храма группа староверов-поморцев зарегистрировала общину. Община долго добивалась выделения земли в черте года под храм. Участок земли был предоставлен недалеко от центра города, на окраине Парка памяти. Строительство церкви укрепило общину. Попечителями строительства выступали братья Александр и Анатолий Васильевичи Тарасовы. В мае 2006 года после Третьего Всероссийского Собора Древлеправославной Поморской Церкви, был избран исполняющий обязанности духовного наставника — Александр Егорович Тарасов.
На одной из табличек, что на храмовых воротах, написано: «В память раба Божьего Афанасия Михайловича Тарасова и всех пострадавших за православную веру Христову, с Божьей помощью и попечительством внуков Александра, Анатолия и всех благодарных потомков построен сей Храм в лето 2006 декабря месяца от Рождества Христова».
На открытии храма 2 декабря 2006 года присутствовал губернатор Белгородской области Е. С. Савченко, глава администрации города Белгорода В. Н. Потрясаев, попечители братья Тарасовы, представители Российского Совета Древлеправославной Поморской Церкви из Москвы, Валуек и Санкт-Петербурга, гости из Харькова, Ростовской и Белгородской областей.